# Drohobytj rajon
Drohobytj rajon (ukrainsk: Дрогобицький район, tr. Drohobytskij rajon) er en af 7 rajoner i Lviv oblast i Ukraine, hvor Drohobytj rajon er beliggende mod sydvest.
Ved Ukraines administrative reform i juli 2020 er Drohobytj rajon udvidet med mindre dele af to nærtliggende rajoner, samt med tre byer af regional betydning, således at Drohobytj rajon har et befolkningstal på 235.405 (2021).